# Deutsche Sledge-Eishockey Liga 2008/09
Die Saison 2008/09 war die neunte Spielzeit der Deutschen Sledge-Eishockey Liga. Mit den ausgegliederten Hannover Scorpions, die nun als Ice Lions Langenhagen antraten, und den neu dazu gekommenen Wiehl Penguins nahmen nun sechs Mannschaften am Spielbetrieb teil. Den Titel des Deutschen Meisters sicherten sich vorzeitig die Ice Lions Langenhagen.

## Modus
Die sechs Mannschaften trugen die Spielzeit im Ligasystem aus. Dabei spielte jedes Team insgesamt zehnmal und somit zweimal gegen jede andere Mannschaft. Insgesamt umfasste die Saison 30 Spiele. Für einen Sieg gab es drei Punkte. Bei einem Unentschieden folgte ein Penaltyschießen. Der Sieger des Penaltyschießens erhielt zwei Punkte, der unterlegenen Mannschaft wurde ein Zähler gutgeschrieben.

## Abschlusstabelle
Abkürzungen: Sp = Spiele, S = Siege, SnP = Siege nach Penaltyschießen, NnP = Niederlage nach Penaltyschießen, N = Niederlagen, ET = Erzielte Tore, GT = Gegentore, TD = Tordifferenz, Pkt = Punkte
| Pos |                        | Sp | S  | SnP | NnP | N | ET | GT | TD  | Pkt |
| --- | ---------------------- | -- | -- | --- | --- | - | -- | -- | --- | --- |
| 1   | Ice Lions Langenhagen  | 10 | 10 | 0   | 0   | 0 | 95 | 5  | +90 | 30  |
| 2   | Wiehl Penguins         | 10 | 7  | 0   | 0   | 3 | 61 | 22 | +39 | 21  |
| 3   | Kamen Barbarians       | 10 | 7  | 0   | 0   | 3 | 44 | 26 | +18 | 21  |
| 4   | Cardinals Dresden      | 10 | 3  | 0   | 0   | 7 | 23 | 42 | −19 | 9   |
| 5   | Bremer Pirates         | 10 | 2  | 0   | 0   | 8 | 9  | 70 | −61 | 6   |
| 6   | Heidelberg Ice Knights | 10 | 1  | 0   | 0   | 9 | 13 | 80 | −67 | 3   |